# جائزة الهند الكبرى 2011
جائزة الهند الكبرى 2011 هو سباق فورمولا 1 أقيم في 30 أكتوبر 2011 في حلبة بوداه الدولية، أتر برديش، الهند. كان السابع عشر من أصل 19 في بطولة العالم لسباقات الفورمولا واحد موسم 2011. حلّ الألماني سباستيان فيتل أولا بينما جاء البريطاني جنسن باتون في المركز الثاني وحصل على المركز الثالث الإسباني فرناندو ألونسو. بلغ الحضور 95,000.

## الترتيب النهائي
|         | الترتيب | السائق         | النقاط |
| ------- | ------- | -------------- | ------ |
|         | 1       | سباستيان فيتل  | 374    |
|         | 2       | جنسن باتون     | 240    |
|         | 3       | فرناندو ألونسو | 227    |
|         | 4       | مارك ويبر      | 221    |
|         | 5       | لويس هاملتون   | 202    |
| المصدر: |         |                |        |